# Anochetus minans
Anochetus minans é uma espécie de formiga do gênero Anochetus, pertencente à subfamília Ponerinae.